# Sybroopsis discedens
Sybroopsis discedens är en skalbaggsart som först beskrevs av Leon Fairmaire 1881.  Sybroopsis discedens ingår i släktet Sybroopsis och familjen långhorningar.
Artens utbredningsområde är Fiji. Inga underarter finns listade i Catalogue of Life.